# Jessica Blandy
Jessica Blandy és l'heroïna epònima d'una sèrie de còmics francobelga publicada a la col·lecció «Repérages» de les edicions Dupuis, escrita per Jean Dufaux i dibuixada per Renaud. El color va anar a càrrec de Béatrice Monnoyer (T1 a 16) i del mateix Renaud (T17 a 24).
Entre els 24 àlbums publicats, Renaud i Dufaux enfronten Blandy a «tots els degenerats de la societat nord-americana»: polítics corruptes, assassins en sèrie, adoradors de Satanàs i molts més. La sèrie presenta un toc madur, amb una quantitat liberal de violència i assassinats, i escenes en què la molt atractiva i bisexual Blandy participa en activitats sexuals (fora de la pàgina), però també és diverses vegades objecte de violència sexual (fora de la pàgina), que normalment implica que l'autor sigui assassinat durant la història, ja sigui per la mateixa heroïna o per un amic. Però malgrat això, la sèrie és coneguda pel seu nivell de profunditat psicològica.

## Sinopsi
Jessica Blandy, escriptora, una rossa sensual i alliberada, ens porta amb ella a aventures increïbles plenes de cadàvers als Estats Units dels anys vuitanta. Les històries fan palpable l'atmosfera dels llocs on es desenvolupa l'acció (la costa californiana, el desert de Nou Mèxic, els clubs de jazz de Nova Orleans); començant en la línia d'una novel·la detectivesca, la trama es barreja més tard amb elements fantàstics.

## Àlbums
1. Souviens-toi d’Enola Gay… (1987)
2. La Maison du Dr. Zack (1987)
3. Le Diable à l’aube (1988)
4. Nuits couleur blues (1988)
5. Peau d’Enfer (1989)
6. Au loin, la fille d’Ipanema… (1990)
7. Répondez, mourant… (1992)
8. Sans regrets, sans remords… (1992)
9. Satan, mon frère (1993)
10. Satan, ma déchirure (1994)
11. Troubles au paradis (1995)
12. Comme un trou dans la tête (1996)
13. Lettre à Jessica (1997)
14. Cuba ! (1998)[3]
15. Ginny d’avant (1998)[4]
16. Buzzard Blues (1999)
17. Je suis un tueur (2000)
18. Le Contrat Jessica (2000)
19. Erotic attitude (2001)
20. Mr Robinson (2002)[5]
21. La Frontière (2002)
22. Blue Harmonica (2003)
23. La Chambre 27 (2004)
24. Les Gardiens (2006)

## Sèrie derivada
Després que la sèrie principal acabés, Dufaux i Renaud van explorar alguns dels personatges secundaris a La Route Jessica, una sèrie de tres àlbums. Dos assassins que segueixen la pista de Jessica Blandy reconstrueixen les seves accions passades.
1. Daddy ! (2009)
2. Piment rouge (2009)
3. Le Désir et la Violence (2011)

## Publicació
- Novedi: volums 1 a 6 (primera edició dels volums 1 a 6)
- Dupuis volum 7 (primera edició del volum 7)
- Dupuis (col·lecció «Repérages»): volums 1 al 24 (primera edició dels volums 8 al 24)
- Dupuis: La Route Jessica volums 1 a 3 (primera edició dels volums 1 a 3)